# Escolanía de Montserrat

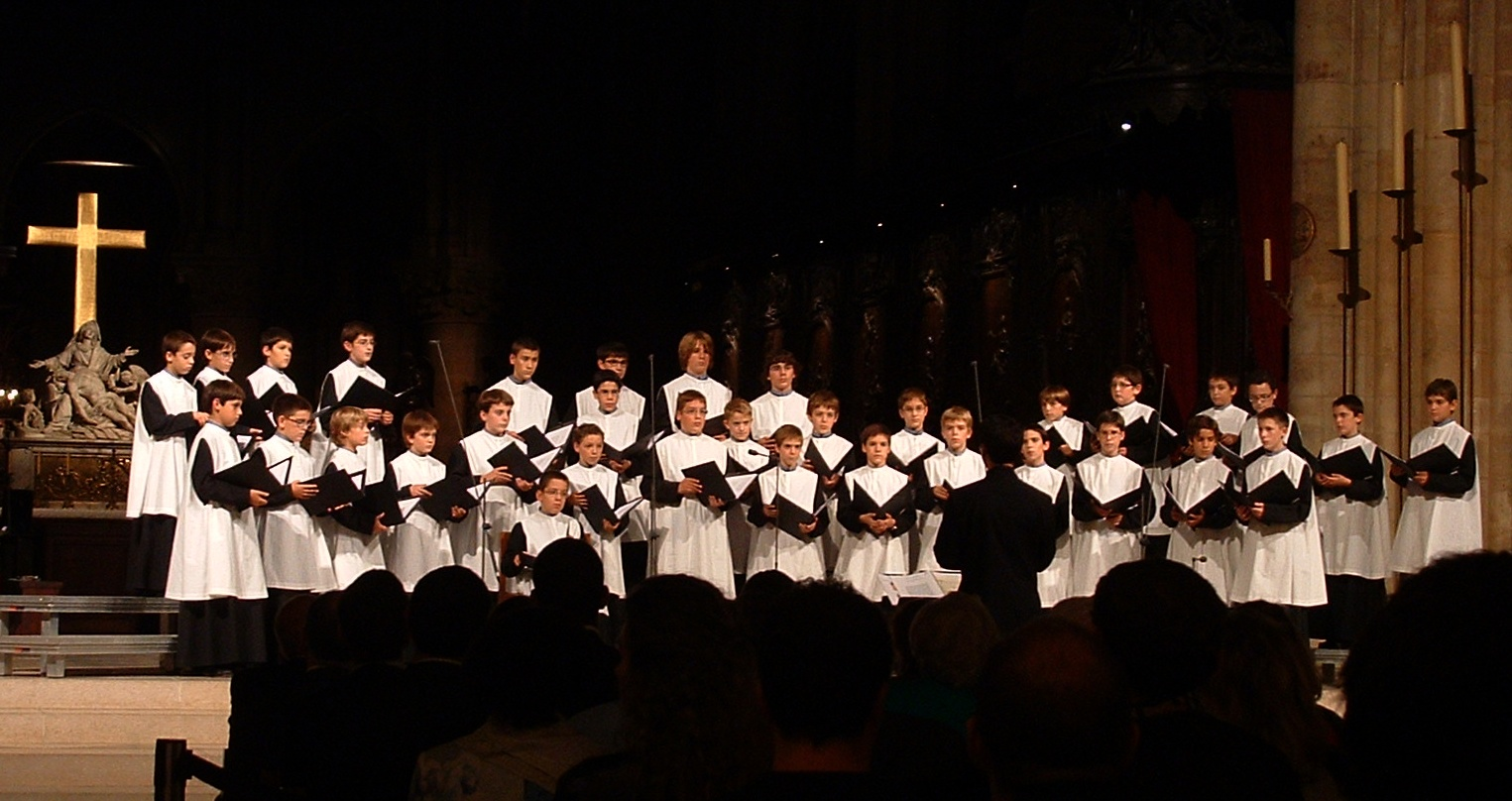
Concierto del 14 de octubre del 2008, en Notre Dame.

La Escolanía de Montserrat (oficialmente y en catalán: Escolania de Montserrat), perteneciente al Monasterio de Montserrat (en Cataluña, España), es uno de los coros de niños cantores más antiguos de Europa. Hay documentos del siglo XIV que testimonian su existencia como institución de carácter religioso y musical.
Está formada por más de cincuenta niños, de nueve a catorce años, procedentes de cualquier lugar de Cataluña, Baleares y la Comunidad Valenciana. Durante los años que estudian en Montserrat realizan los cursos escolares de Primaria y los primeros de Secundaria, así como los correspondientes estudios de música. Los escolanes reciben una formación musical de alto nivel: cada uno estudia dos instrumentos, el piano y un segundo instrumento a elegir, además de Lenguaje Musical, Orquesta y Canto Coral (la especialidad de la Escolanía).
En marzo de 2023, la comunidad benedictina aprobó la creación de coro mixto con chicos y chicas para cantar en los oficios religiosos un fin de semana al mes, abriendo la puerta por primera vez a la participación de mujeres al canto litúrgico en los 700 años de historia de la escolanía. El nuevo coro con escolanas, Schola Cantorum, formado por 29 voces de jóvenes entre 17 y 24 años, de los que 14 son femeninas, sonó por primera vez el 11 de septiembre de 2023.

## Historia
- 1025: se funda la comunidad benedictina de Montserrat.[4]
- s.XII: época de la imagen de la Virgen de Montserrat. Los peregrinos empiezan a subir a la montaña para venerar la Moreneta.[5]
- 1307: primer documento que demuestra la existencia de la Escolanía, y ya se hace referencia a la saya que visten los chicos aún hoy.[6]
- 1479: son solicitados para cantar al Rey Fernando el Católico en su visita a Barcelona.[6]
- 1494: Abad García de Cisneros habla de la importancia del canto en relación con los chicos de la Escolanía. Son unos 20.[6]
- s.XVI: Bartomeu Garriga, siendo niño cantor, promete que cuando sea mayor hará un gran templo para la Virgen. En 1560, como abad del monasterio, empieza a construir la basílica actual.[4]

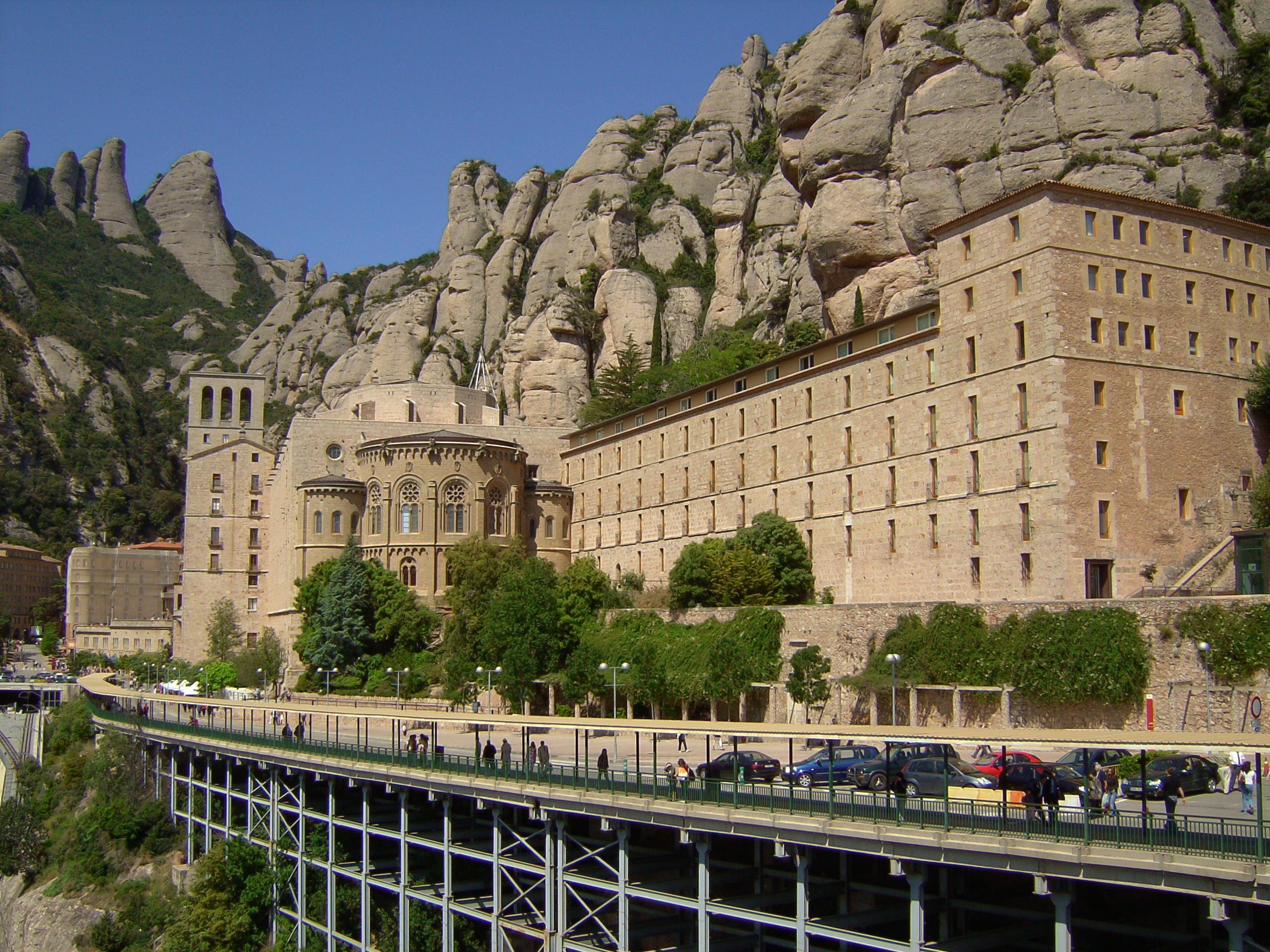
El monasterio.

- ss.XVII – XVIII: época de crecimiento. Aparecen los Maestros de la Escolanía: monjes que dirigen el coro y cultivan la composición del nuevo repertorio para el coro.
- 1889-1909: P. Manuel Guzmán da un nuevo color al sonido del coro. Maestro de futuros directores de la Escolanía.
- 1909-1911: P. Ramir Escofet, director.
- 1911-1933: P. Anselm Ferrer, director y compositor. Formado en Italia. Graba los primeros discos de la Escolanía. Evolución al timbre típico de la Escolanía.
- 1933-1936: Beato P. Àngel Rodamilans, director y mártir durante la Guerra Civil.[7]
- 1936-1939: guerra civil española. Los monjes y los escolanes tienen que abandonar Montserrat.[8]
- 1939-1953: P.  David Pujol, director.
- 1953-1997: P. Ireneu Segarra, director y compositor. Crecimiento del coro, que llega a 50 cantores. Discografía amplia. Con él, la Escolanía empieza a dar conciertos fuera de Montserrat a finales de los 60, incluyendo giras a nivel internacional.[9]

Ireneu Segarra (Jesús Segarra i Malla: 1917-2005).

- 1997-2000: P. Jordi-Agustí Piqué, director.
- 2000-2007: Joaquim Piqué, primer director laico.
- 2007-2014: Bernat Vivancos, director y compositor.
- Desde 2014: Llorenç Castelló, director.
- 2023: se crea un coro mixto por primera vez en 700 años de historia, el Schola Cantorum[2]

## Actividad musical del coro
La Escolanía canta cada día en la basílica, a menudo ante una gran afluencia de pelegrinos y visitantes de todo el mundo. La Salve se ha convertido, con el tiempo, en el acto más concurrido del Santuario. El coro es reconocido internacionalmente, y realiza giras de conciertos por todo el mundo, disponiendo de una discografía abundante. Las últimas giras han tenido lugar en Hungría, Suiza, Francia, Italia, Bélgica, Alemania y Polonia. Destacan las tres giras a Rusia (Moscú 2011, San Petersburgo 2011, Moscú 2013).

## Repertorio
El repertorio habitual de la Escolanía es la Escuela Montserratina, formada por la obra de los Maestros de la Escolanía de distintos siglos. Pero tanto en Montserrat como en los conciertos al exterior también cantan obras de polifonía del Renacimiento, música del romanticismo y autores contemporáneos.